# Ligne 86 (Infrabel)
Pour les articles homonymes, voir Ligne 86.
La ligne 86 est une ligne de chemin de fer en Belgique, non électrifiée, en grande partie à voie unique, et partiellement fermée. Elle relie aujourd'hui La Pinte à Renaix via Audenarde et se prolongeait jadis vers le sud jusqu'à Leuze (section fermée en 2006, aujourd'hui déferrée) et de là jusqu'à  Basècles-Carrières (section fermée en 1992, aujourd'hui transformée en RAVeL).

## Historique

### Chronologie
- 29 juin 1857 : ouverture entre La Pinte et Audenarde[1],
- 21 mai 1861 : ouverture entre Leuze et Basècles-Carrières[1],
- 1er septembre 1861 : ouverture entre Leuze et Audenarde avec la mise en service du tunnel Louise-Marie[1].

### Histoire
Le 28 juin 1857 le chemin de fer entre La Pinte et Audenarde est ouvert par la Compagnie du chemin de fer Hainaut et Flandres. La section entre Audenarde et Leuze-en-Hainaut suit le 25 mai 1861, et la ligne est complète avec l’ouverture, le 1er septembre 1861, de la section entre Leuze et Basècles-Carrières.
La section entre Leuze et Basècles est fermée en 1985, suivie par le tronçon Basècles - Basècles Carrières en 1992. Le 29 mai 1988 la SNCB propose de fermer la ligne entre Renaix et Leuze en raison du très faible nombre de passagers qui utilisaient cette liaison à l'époque (2 passagers par kilomètre de train en heures creuses). Après la fin du service des voyageurs, le tronçon entre Renaix et Frasnes lez Anvaing est finalement fermé à tous trafics en 1998, et celui entre Frasnes lez Anvaing et Leuze en 2006.

## Caractéristiques

### Tracé
- Voir le schéma de la ligne et la carte ci-contre en haut à droite.
- Cette ligne est à double voie sur quelques kilomètres au sud de La Pinte, de Gavere-Asper à Zingem inclus, en gare d'Audenarde et en gare de Renaix (aujourd'hui en impasse). Partout ailleurs elle est à voie unique.

### Sections et points kilométriques
Seule la section entre les gares de Renaix et De Pinte est en service, les points kilométriques (PK) définis par Infrabel débutent au PK 0,000 à Renaix pour s'achever au PK 31,500 en gare de De Pinte.
La section de Basècles-Carrières à Renaix est fermée et déposée hormis des tronçons d'embranchement à Leuze, avec la ligne 94 (en service), et à Basècles-Carrières avec la ligne 78 (en service). De Basècles-Carrières à Leuze, la plateforme ferroviaire a été aménagée en RAVel.

### Gares haltes et arrêts
- Les lignes et embranchements fermés à tout trafic sont indiqués en italique.
- Les gares et arrêts fermés, ou non ouverts au service voyageurs, sont également indiqués en italique.
- Les gares et arrêts situés sur la partie déferrée de la ligne sont en outre indiqués (entre parenthèses) même s'ils sont encore ouverts au trafic sur une autre ligne.

| km     | km   | Localité                 | Embranchements                                                            |
| ------ | ---- | ------------------------ | ------------------------------------------------------------------------- |
|        | 0,0  | (Basècles-Carrières)     | Ligne 78 Saint-Ghislain – Tournai                                         |
|        | 1,7  | (Basècles)               |                                                                           |
|        | 2,8  | (Thumaide)               |                                                                           |
|        | 5,6  | (Tourpes)                |                                                                           |
|        | 9,6  | (Leuze)                  | Ligne 94 Hal – Froyennes frontière – Baisieux (F) frontière               |
|        | 12,5 | (Grandmetz)              |                                                                           |
|        | 17,2 | (Frasnes-lez-Anvaing)    |                                                                           |
|        | 19,0 | (Ellignies)              |                                                                           |
|        | 21,6 | (Anvaing)                |                                                                           |
|        | 23,7 | (Dergneau) Hainaut       |                                                                           |
| 0,000  | 27,1 | Flandre-Orientale Renaix | Ligne 87 Tournai – Bassilly                                               |
|        | 29,4 | Renaix-Piste-cyclable    |                                                                           |
|        | 30,7 | Louise-Marie             |                                                                           |
|        | 35,0 | Etikhove                 |                                                                           |
|        | 38,6 | Leupegem                 | Ligne 85 Leupegem – Herseaux frontière – Wattrelos (F) frontière          |
| 11,100 | 40,8 | Audenarde                | Ligne 89 Denderleeuw – Courtrai                                           |
| 16,482 | 43,6 | Eine                     |                                                                           |
|        | 45,5 | Heurne                   |                                                                           |
| 21,240 | 48,3 | Zingem                   |                                                                           |
| 23,401 | 50,8 | Gavere-Asper             |                                                                           |
| 27,257 | 54,3 | Eke-Nazareth             |                                                                           |
| 31,500 | 58,8 | La Pinte                 | Ligne 75 Gand-Saint-Pierre – Mouscron frontière – Tourcoing (F) frontière |

### Ouvrages d'art
Le seul ouvrage d'art important est le tunnel de Louise-Marie, long de 422 m. Détruit pendant la Première Guerre mondiale, sa reconstruction est achevée le 31 décembre 1922.

## Exploitation
Des trains suburbains (S51) circulent tous les jours entre Eeklo et Audenarde via Gand et ils continuent vers Renaix, sauf les weekends. Les jours ouvrables circulent aussi des trains de heure de pointe entre Grammont et Renaix via Gand et De Pinte.